# شهرداری سناکی

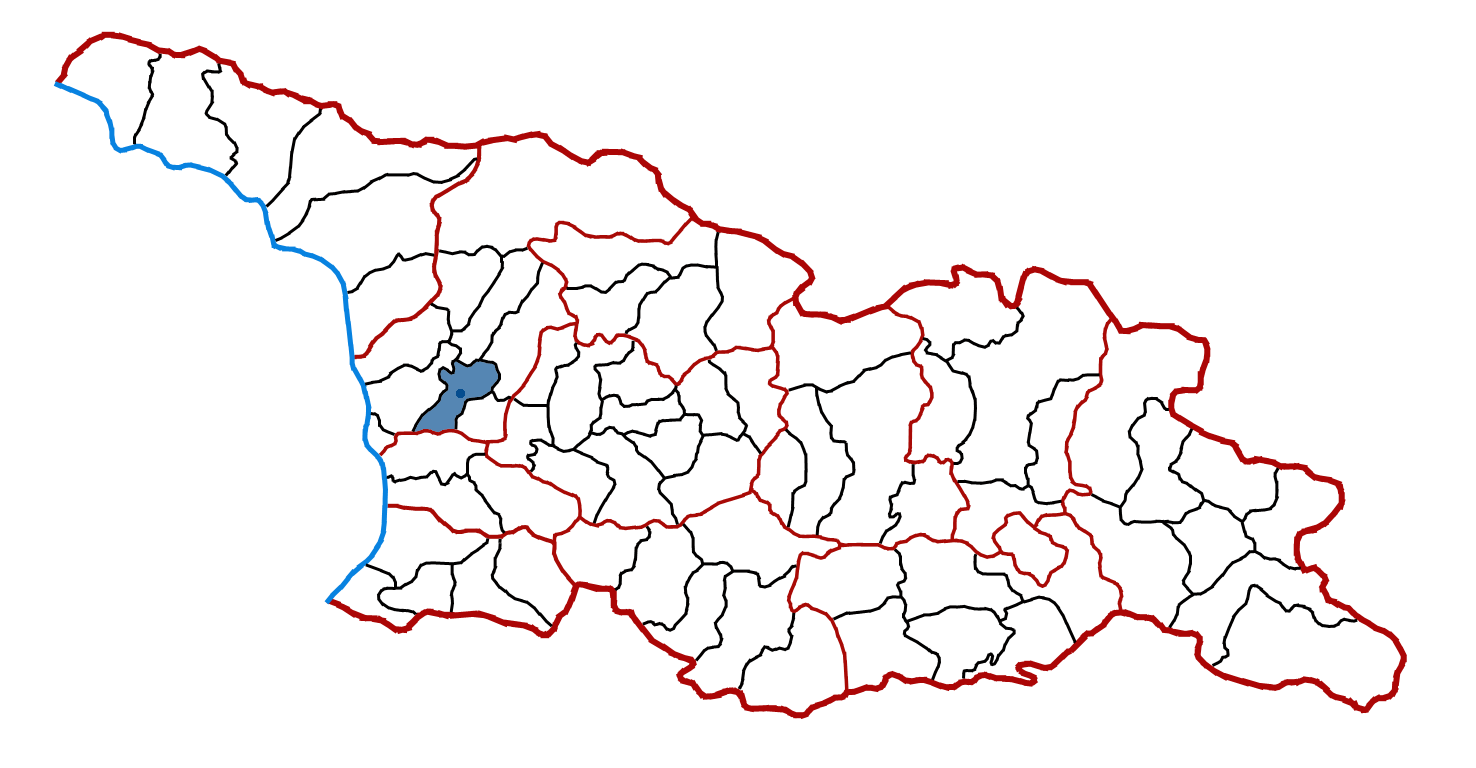
شهرداری سناکی

شهرداری سناکی (گرجی: სენაკის მუნიციპალიტეტი) یکی از شهرداری‌های گرجستان در استان سامگرلو-زمو سوانتی است. مرکز اداری آن سناکی است.
جمعیت: ۳۹۶۵۲ (سرشماری ۲۰۱۴))
مساحت: ۵۲۱ کیلومتر مربع